# 水谷哲也 (野球)
水谷 哲也（みずたに てつや、1964年 - ）は、徳島県出身の日本の高校野球指導者。

## 経歴
徳島市立高校時代は捕手として活躍し、高校3年夏の県大会はベスト8まで進む。
高校卒業後は東都大学野球所属の国士舘大学に進学。
大学卒業後は国士舘高校でコーチを務め、1991年秋に横浜隼人高校の監督に就任。2009年夏には準々決勝で強豪・横浜高校、準決勝で桐光学園、決勝で桐蔭学園高校を破り、甲子園大会に初出場。2回戦では菊池雄星を擁する、花巻東高校と対戦し、敗退。花巻東の監督はかつて自身の下で横浜隼人のコーチを務めた、佐々木洋であり、師弟対決として注目を集めた。

## 人物
- 勝利が求められる私学の横浜隼人の監督を長年務めているが水谷は「人間づくりと野球の両立」をモットーとしている[1]。
- 野球部員たちが姿勢を低くして、グランド整備に当たる姿が「隼人園芸」と称され、度々メディア等で取り上げられている[1]。
- 水谷の息子も野球をしている。高校は前述の佐々木が監督を務める花巻東高校で、大学では明治大学で競技を続けている[3]。

## 著名な教え子
- 小宮山慎二
- 鈴江彬
- 左澤優
- 宗佑磨
- 佐藤一磨
- 加藤大